# Барбара фон Саксония-Витенберг
Барбара фон Саксония-Витенберг (на немски: Barbara von Sachsen-Wittenberg; * 1405, Витенберг; † 1465, Байерсдорф) от род Аскани, е принцеса от Саксония-Витенберг и чрез женитба маркграфиня на Маркграфство Бранденбург-Кулмбах (1437 – 1464).

## Живот
Тя е дъщеря на курфюрст Рудолф III от Саксония-Витенберг (1367 – 1419) и втората му съпруга Барбара от Лигниц († 17 май 1435), дъщеря на херцог Рупрехт I от Лигниц (Легница) от силезийските Пясти.
Барбара се омъжва през 1412 г. (или 1416) за Йохан Алхимист (1406 – 1464), от род Хоенцолерн, маркграф на Бранденбург-Кулмбах, най-възрастният син на курфюрст Фридрих I от Бранденбург. Император Сигизмунд Люксембургски урежда женитбата им.
Йохан се отказва от правата си на първороден през 1437 г. и получава франкските собствености на Хоенцолерните. Йохан няма интерес към управлението. Неговата резиденция става Пласенбург в Кулмбах.

## Деца
- Барбара (1423 – 1481)
∞ 1433 Луиджи III Гонзага (1414 – 1478), маркграф на Мантуа от 1444 г.
- Рудолф фон Бранденбург (*/† 1424)
- Елизабет (1425 – 1465)
∞ 1. 1440 херцог Йоахим I от Померания (1427 – 1451)
∞ 2. 1454 херцог Вартислав X от Померания (1435 – 1478)
- Доротея (1430 – 1495)
∞ 1. 1445 крал Кристоф III от Дания, Норвегия и Швеция (1416 – 1448)
∞ 2. 1449 крал Кристиан I (1426 – 1481)